# Miyoshi Umeki
Miyoshi Umeki (梅木美代志), née le 8 mai 1929 à Otaru (Japon) et décédée le 28 août 2007 dans le Missouri aux États-Unis,, est une actrice et chanteuse américaine. 
Elle est surtout connue pour son rôle de Katsumi, la femme de Joe Kelly (Red Buttons), dans le film Sayonara en 1957, de Mei Li dans Flower Drum Song (comédie musicale en 1958-1960 puis film en 1961), et dans la série télévisée The Courtship of Eddie's Father. Elle a été la première actrice japonaise à être récompensée aux Oscars.

## Biographie
Née à Otaru, sur l'île japonaise d'Hokkaido. Son père possédait une usine de fer. Elle était la plus jeune de ses neuf enfants. Après la Seconde Guerre mondiale, Miyoshi a commencé sa carrière comme chanteuse de cabaret au Japon, en utilisant le nom de Nancy Umeki. Ses premières influences sont le théâtre Kabuki et la pop américaine. Plus tard, dans une de ses apparitions sur The Merv Griffin Show, elle a imité le chanteur Billy Eckstine.

## Filmographie

### Cinéma
- 1953 : Seishun jazu musume : Kashu
- 1957 : Sayonara de Joshua Logan : Katsumi Kelly
- 1961 : Opération Geishas (Cry for Happy) de George Marshall : Harue
- 1961 : Flower Drum Song : Mei Li
- 1962 : A Girl Named Tamiko : Eiko
- 1962 : La Guerre en dentelles (The Horizontal Lieutenant) de Richard Thorpe : Akiko

### Télévision
- 1955 : Arthur Godfrey and His Friends - Elle-même
- 1957 : The Perry Como Show - Elle-même
- 1958- 1961 : The Dinah Shore Chevy Show - Elle-même
- 1958 : What's My Line? - Elle-même
- 1958 : The Tennessee Ernie Ford Show - Elle-même
- 1959 : The Chevy Showroom Starring Andy Williams - Elle-même
- 1959 : Toast of the Town - Chanteuse
- 1961 : Here's Hollywood - Elle-même
- 1961- 1962 : The Donna Reed Show - Kimi
- 1962 : The Andy Williams Show - Elle-même
- 1962 : Hallmark Hall of Fame - Lotus-Blossom
- 1962 : Sam Benedict - Sumiko Matsu